# Edmund Martyren
Edmund Martyren (også kendt som St. Edmund eller Edmund af East Anglia, død 20. november 869) var konge af East Anglia fra omkring 855 til sin død.
Der vides ganske lidt om Edmund, da kongeriget East Anglia blev plyndret af vikinger, der ødelagde alle samtidige beretninger om hans styre. Mønter slået af Edmund indikerer, at han efterfulgt Æthelweard af East Anglia, da de brugte samme møntslåer. Han menes at stamme fra East Anglian, men forfattere fra 1100-tallet skrev fiktive beretninger om hans familie, arvefølge og regeringstid. Edmunds død nævnes i den Angelsaksiske Krønike, der beretter, at han blev dræbt i 869 efter den store hedenske hær angreb East Anglia. Middelalderlige version af Edmunds liv og martyrium er uenige om han døde i kamp mode den store hedense hær eller om han døde efter han var blevet fanget og nægtede at afsværge sin tro.
En populær kult voksede frem efter Edmunds død, og han blev helgenkåret af kirken. En serie af mønter der mindes ham blev slået fra omkring det tidspunkt, hvor East Anglia blev en del af kongeriget Wessex i 918, og i omkring 986 skrev den franske munk Abbo af Fleury om hans liv og martyrium.
I løbet af 900-tallet blev Edmunds jordiske rester lagt i relikvieskrin fra en ukendt placering i East Anglia til Beodricesworth (det moderne Bury St Edmunds); de blev midlertidige flyttet i sikkerhed til London i 1010. Edmunds kult blomsterede i den tidlig middelalder og højmiddelalderen, og han og Edvard Bekenderen blev betragtet som skytshelgener for middelalderens England indtil de blev erstattet af Sankt Georg i 1400-tallet. Middelaldermanuskripter og kunstværker med relation til Edmund inkluderer Abbos Passio Sancti Eadmundi, John Lydgates Life fra 1400-tallet, Wilton Diptych, og en række kalkmalerier.